# Marianne Zoff
Pour les articles homonymes, voir Zoff.
Marianne Josephine Zoff, née le 30 juin 1893 à Hainfeld et morte le 22 novembre 1984 à Vienne, est une chanteuse d'opéra et une actrice autrichienne.

## Biographie
Marianne Zoff est la première femme de Bertolt Brecht, auquel elle est mariée de 1922 à 1927. Ils ont une fille, Hanne Hiob. 
Elle épouse ensuite l'acteur Theo Lingen en 1928. De cette union naît une fille, Ursula Lingen.
Morte à l'âge de 91 ans, Marianne Zoff est enterrée au cimetière central de Vienne.

## Source de la traduction
- (en) Cet article est partiellement ou en totalité issu de l’article de Wikipédia en anglais intitulé « Marianne Zoff » (voir la liste des auteurs).